# Szreniawa (województwo wielkopolskie)
Szreniawa (niem. Marienberg) – wieś w Polsce położona w województwie wielkopolskim, w powiecie poznańskim, w gminie Komorniki. 
W latach 1975–1998 miejscowość położona była w województwie poznańskim.

## Historia
Szreniawa powstała na gruntach pobliskiego Rosnowa, wsi szlacheckiej istniejącej już w średniowieczu.
W roku 1852 od Antoniny Pomorskiej kupił ją Niemiec Hermann Bierbaum, który w połowie XIX w. rozpoczął budowę tutaj zespołu pałacowo-parkowego i folwarku. Powstały także cegielnia i gorzelnia. Od 1864 r. osadę nazywano Marienberg. W 1920 r. majątek wykupił z rąk niemieckich dr Józef Glabisz. W czasie II wojny światowej rodzina Glabiszów został wysiedlona, a dobra przekazano pod zarząd niemiecki. Po wojnie nastąpiło upaństwowienie majątku, a w 1962 r. Ministerstwo Rolnictwa podjęło decyzję o utworzeniu na jego terenie Muzeum Narodowego Rolnictwa i Przemysłu Rolno-Spożywczego. W pobliżu znajduje się także Mauzoleum Bierbaumów.

## Hilarówko
Na południe od wsi, wśród pól, na wysokości Rosnówka, znajdował się należący do Szreniawy folwark Hilarówko, noszący niemieckojęzyczną nazwę Herrmannsrode. Obecnie zabudowania tego przysiółka już nie istnieją, ale nazwa zachowała się na mapach, dla określenia tej części terenów śródpolnych. Nazwę upamiętnia też gazownicza instalacja ochrony katodowej Hilarówko. Na terenie dawnego folwarku znajduje się też stacja transformatorowa.

## Atrakcje turystyczne
- Muzeum Narodowe Rolnictwa i Przemysłu Rolno-Spożywczego
- Mauzoleum Bierbaumów
- Pałac w Szreniawie
- Szlak turystyczny Stęszew - Szreniawa

## Galeria

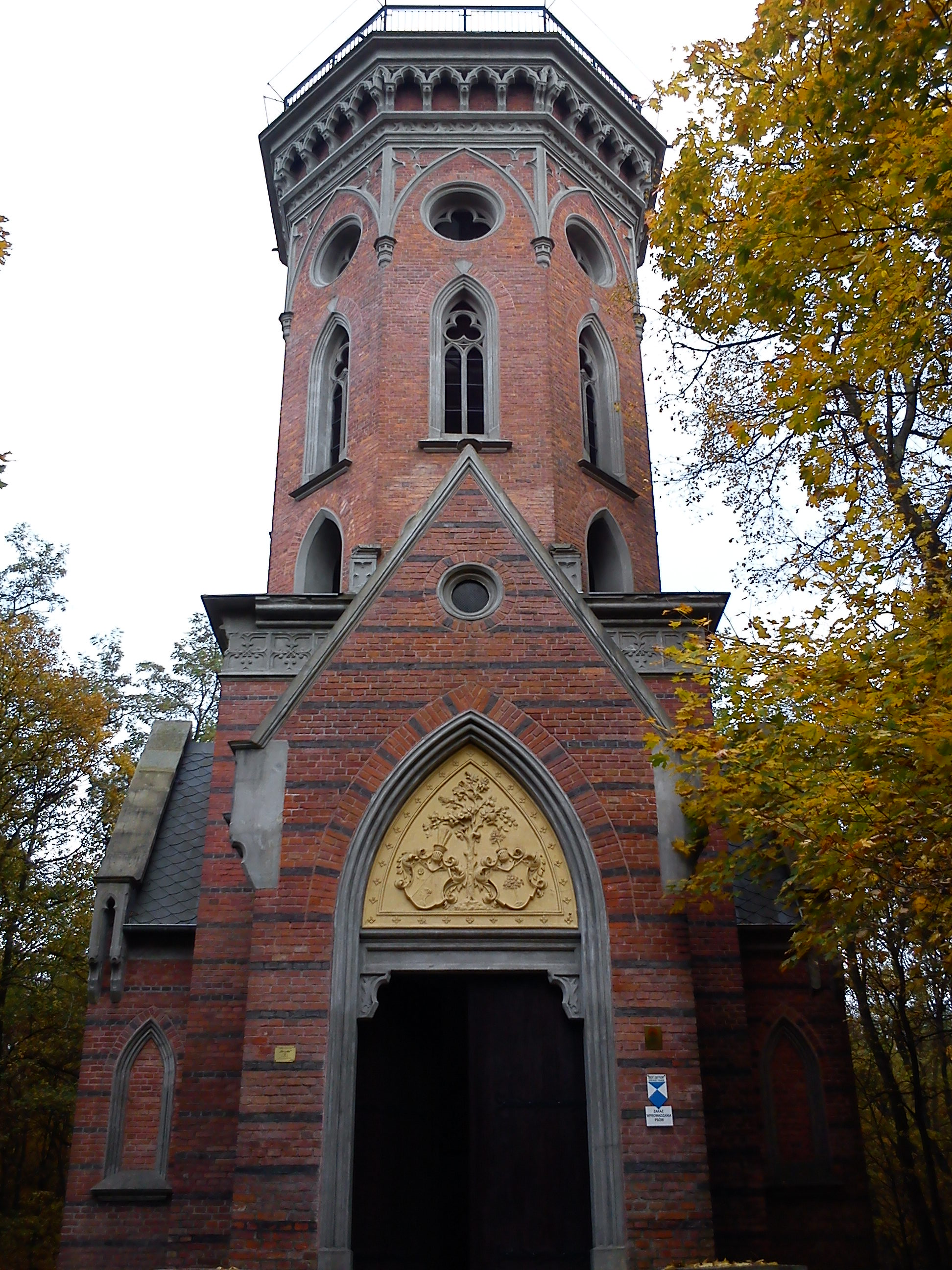
Mauzoleum von Bierbaum
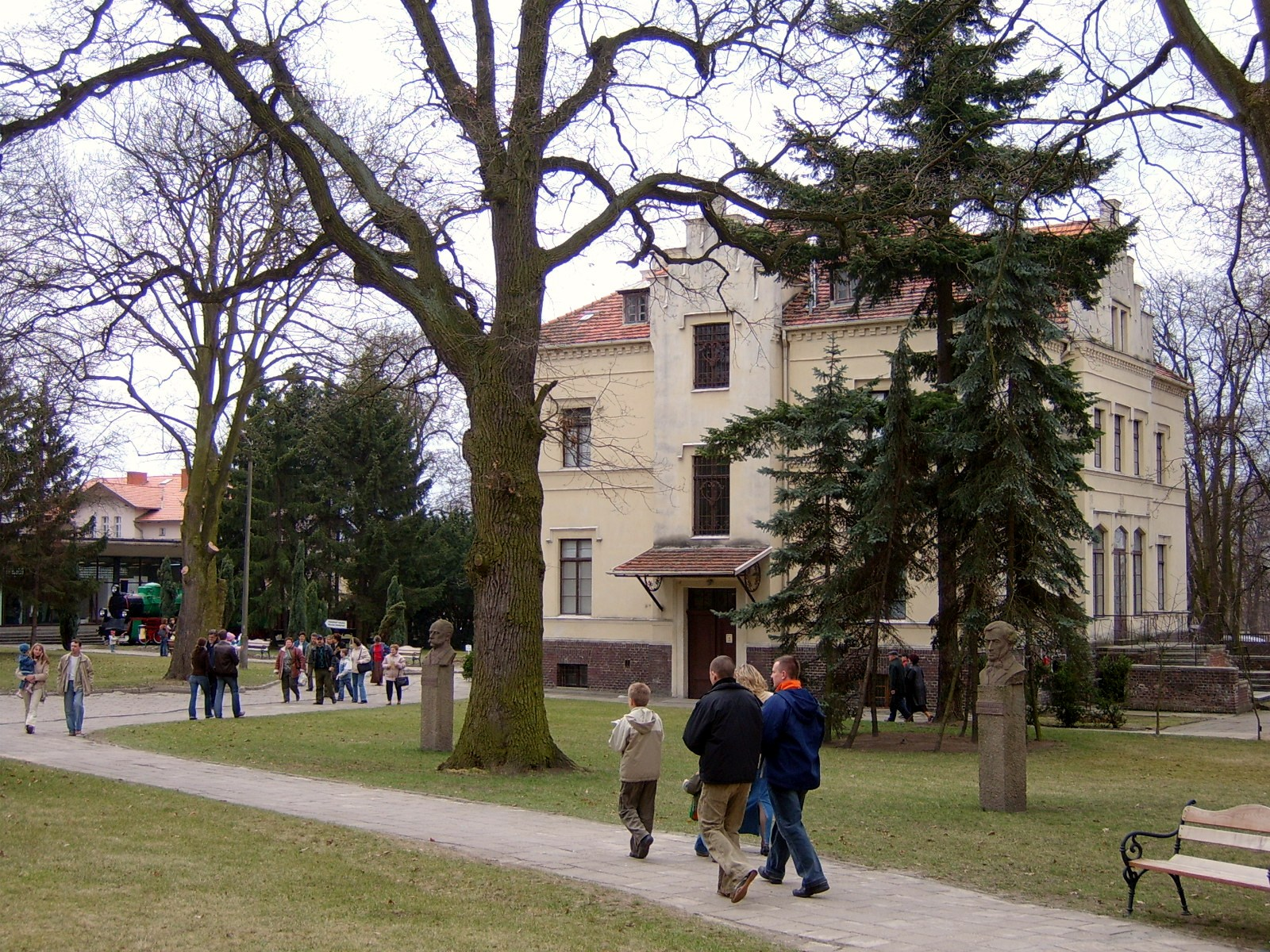
Pałac w Szreniawie z 1853
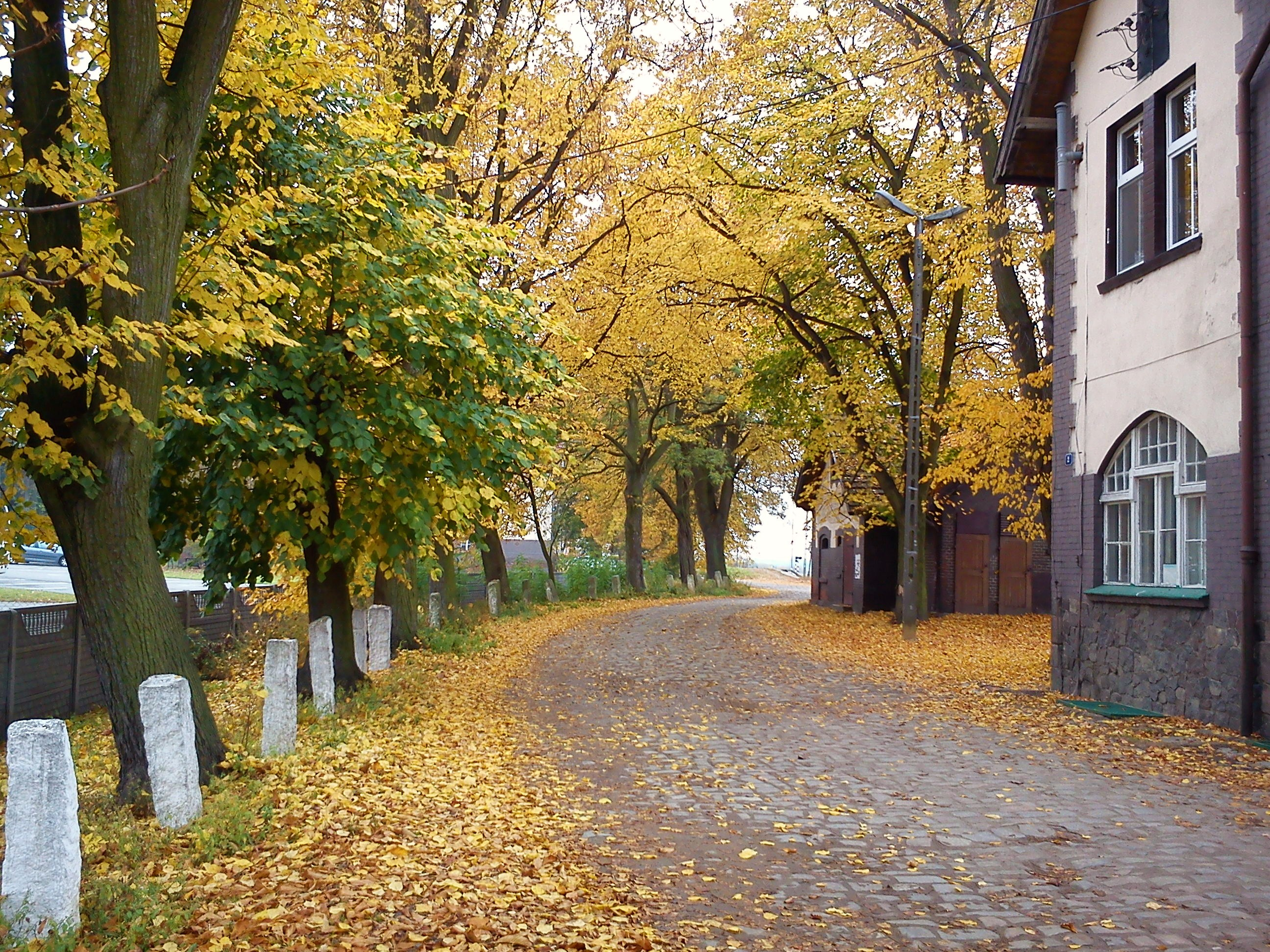
Otoczenie stacji kolejowej
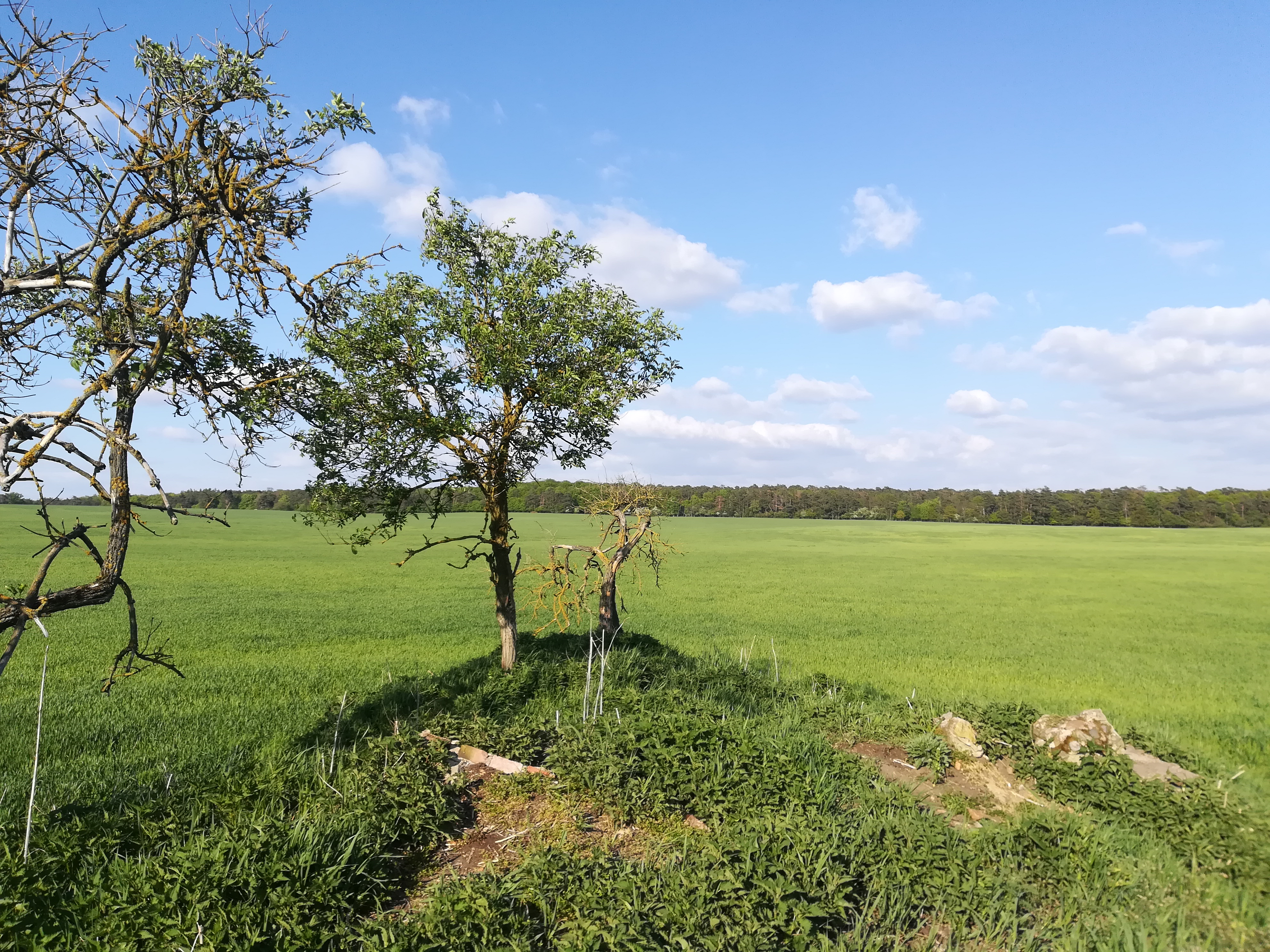
Pozostałości folwarku Hilarówko